# Szótaiszeiriron
A Szótaiszeiriron (相対性理論; Hepburn: Sōtaiseiriron, ’Relativitáselmélet’) japán zenei projekt, melyet 2006 szeptemberében alapítottak Tokióban. Az együttesre a kísérleti jellegű hangzásvilág és a médiától való elzárkózás jellemző, a japán szaksajtó „a poszt-YouTube korszak popmaestrói” (ポストYouTube時代のポップ・マエストロ), „időjárásálló popegység” (全天候型ポップ・ユニット) és „Pop–Titkos–Projekt” (ポップ・シークレット・プロジェクト) címekkel illették a zenekart.

## Az együttes története
A zenekart 2006 szeptemberében, Tokióban alapította Jakusimaru Ecuko énekes, Nagai Szeiicsi gitáros, Mabe Súicsi basszusgitáros és Nisiura Kenszuke dobos. Nevüket Jakusimaru édesapja ihlette, aki valamilyen tudományos területen dolgozott. Első, CD-R lemezre égetett demófelvételüket, az ötdalos Chiffon sugi középlemezt 2007. július 15-től kezdték értékesíteni a koncertjeiken és a weboldalukon keresztül. A kiadványból a korlátozott terjesztés ellenére is 4000 példányt adtak el. 2008 májusában szerepeltek a Myspace és a Space Shower „Myx” nevű projektjében. 2008. május 8-án a Mirai Records független lemezkiadó újra megjelentette a zenekar Chiffon sugi középlemezét, ezúttal országos terjesztéssel. A lemez a Tower Records üzletlánc független kiadós J-pop-listájának az élén nyitott, a lánc több üzletének azonnal elfogyott a készlete. A lemez kereskedelmileg és kritikailag is sikeresnek bizonyult: az Oricon eladási listáján ugyan csak a negyvenkettedik helyen nyitott, azonban hetvennyolc hetet töltött el rajta, és a 2008-as év harminchetedik, míg a 2009-es év hetedik legkelendőbb független kiadós lemeze lett, valamint a CD Shop Awards nagydíját is elnyerte.
2009. január 7-én Hi-fi sinso címmel megjelent az első nagylemezük, mely az Oricon heti eladási listájának a hetedik helyén mutatkozott be. 2009 júniusában a Studio Voice magazinban megjelent egy az együttest bemutató szócikk, ahol hivatalosan először szerepelt olyan kép, melyen tisztán látható az együttes bármely tagjának arca. 2009. október 20-án a Rittor Music kiadta a Szótaiszeiriron/Chiffon sugi+Hi-fu sisnso (相対性理論／シフォン主義＋ハイファイ新書) című kottáskötetet. 2010. január 6-án az együttes Sibuja Keiicsiró elektronikus zenei előadóval kiegészülve megjelentette az Our Work című kislemezt, melyet április 7-én a Synchroniciteen nagylemez követett. Utóbbi az Oricon heti eladási listájának a harmadik helyén nyitott. 2010 februárjában az együttesről szóló szócikket tettek közzé a Sound&Recording Magazine hasábjain, melyhez Synchroniciteen/Reconstructures (シンクロニシティーン / リコンストラクチャーズ) címmel egy CD-lemezt is mellékeltek, melyen Szuzuki Keiicsi (moonriders), Vatanabe Takuma (Combopiano, sighboat), Ótani Josio (mas, sim) és Sibuja Keiicsiró is közreműködött.
Az együttes 2012. június 9-én Iszó I (位相I, ’Fázis I’) címmel megtartott koncertjén Mabe Súicsi és Nisiura Kenszuke nem vállalt szerepet, mivel időközben kiléptek a zenekarból. Helyükre Josida Maszajosi basszusgitáros és Jamagucsi Motoki dobos állt. 2013. július 24-én Town Age címmel megjelent az együttes harmadik stúdióalbuma, mely a tizedik helyen debütált az Oricon heti eladási listáján. 2013 augusztusában a Sound&Recording Magazine újabb cikket közölt az együttesről, a Mirai no Mixtape (未来のミックス・テープ) címre keresztelt mellékleten ezúttal a Town Age dalainak demóváltozatai hallhatóak. 2014. július 30-án a Town Age albumot „v Town Age” címmel hanglemezen is megjelentették.
2016. április 27-én Tenszei Jingle (天声ジングル) címmel megjelent a zenekar negyedik nagylemeze, mely a tizenharmadik helyen mutatkozott be az Oricon heti eladási listáján.

## Stílus
A zenekar tagjai a kezdeti időkben a koncerteken kívül semmilyen formában nem tették láthatóvá az arcukat, nem szerepeltek a kiadványaik borítóképein és videóklipjeikben sem, az együttes weboldalán keresztül közzétett életrajzuk homályosan megfogalmazott volt, valamint más zenei előadókhoz hasonlítva a médiával való érintkezésük rendkívül alacsony volt. Az együttes összes tagja a Szótaiszeiriron mellett egyszerre több zenei projektben is részt vesz.
A Studio Voice magazin 2009. szeptemberi lapszámában közöltek először az együttesről részletekbe menő szócikket, melyben egy Jakusimaruról készült fényképet is közzétettek, illetve egy általa felolvasott CD-lemezt is mellékeltek hozzá. Ez után az együttes tagjai külön-külön is aktívak lettek, és a médiaszerepléseik is jelentősen megnövekedtek. A Chiffon sugi középlemez megjelenésekor a dalszerzői szerepköreik változóak voltak, a következő, Hi-fi sinso albumukat Mabe Súicsi szerezte, a dalszövegeit Mabe és Tika α (ティカ・α) (Jakusimaru) írta, később a zenekar többi tagja is aktív szerepet vállalat a dalszövegírásban. A Szótaiszeiriron tagjai azt inkább zenei projektnek tekintik és nem egy hagyományos együttesnek, így a tagok száma ingadozó jellegű. Jakusimaru szerint a projekt koncepciója a „relativitáselmélet-szoftver” (相対性理論はソフトウェア).

## Az együttes tagjai
Jakusimaru Ecuko
Énekes. Tika α (ティカ・α), Tutu Helvetica és Yakushimaru Experiment álnév alatt a zenekartól függetlenül dalszövegíróként és dalszerzőként is tevékenykedik Az együttesen kívül illusztrálással, szavalattal, narrációval, valamint reklámzene-szerzéssel is foglalkozik
Nagai Szeiicsi
Gitáros, Salyu és Emi Meyer turnézenésze
Josida Maszajosi
Basszusgitáros, az Open Reel Ensemble tagja, Okamoto Maszaru (オカモトマサル) álnéven az Okamoto’s egykori tagja. A 2012. július 9-én megtartott Iszó I (位相I, ’Fázis I’) elnevezésű koncert óta tagja a zenekarnak
itoken
Dobos, ütőhangszeres, a d.v.d, Tokumaru Súgo és a Kuricorder Pops Orchestra dobosa. A 2010. június 20-án megtartott Rissiki I (立式I; Szakasz I) elnevezésű koncert óta tagja a zenekarnak
Jamagucsi Motoki
Dobos, ütőhangszeres, Shing02, Juasza Van és Emi Meyer dobosa. A 2012. július 9-én megtartott Iszó I (位相I, ’Fázis I’) elnevezésű koncert óta tagja a zenekarnak
Zak
Hangmérnök, a Fishmans hangmérnöke
Jonecu Júdzsiró
Hangmérnök, hegedűs

### Korábbi tagok
Mabe Súicsi (2006. szeptember – 2012. június)
Basszusgitáros, háttérénekes
Nisiura Kenszuke (2006. szeptember – 2012. június)
Dobos

## Koncertek

### Saját szervezésű
Az együttes által szervezett koncertsorozatok (Dzsisszen, Kaiszeki, Rissiki, Iszó, Kika, Kaiszecu és Sómei) mind három fellépésből állnak, címük a „Szótaiszeiriron presents ○○” alakot követik, kivéve a Nippon Budókan színpadán tartott Hacsikakukeit.
Dzsisszen I (実践I)
2008. június 13. fellépők: Illreme / Hige no mibódzsin (Kisino Júicsi) / Szótaiszeiriron helyszín: Sibuja O-nest
Dzsisszen II (実践II)
2008. október 8. fellépők: Naszuno Micuru+Haino Keidzsi+Isibasi Eiko / optrum / Szótaiszeiriron helyszín: Sibuja O-nest
Dzsisszen III (実践III)
2009. március 5. fellépők: Kuricorder Quartet / DJ Mahócukai / Szótaiszeiriron helyszín: Daikanjama Unit
Kaiszeki I (解析I, ’Analízis I’)
2009. június 14. fellépők: Sibuja Keiicsiró (Atak) / sim / Szótaiszeiriron helyszín: Liquidroom
Kaiszeki II (解析II, ’Analízis II’)
2010. május 4. fellépők: Szuzuki Keiicsi / Szótaiszeiriron helyszín: Akaszaka Blitz
Rissiki I (立式I; Szakasz I)
2010. június 20. fellépők: Szótaiszeiriron helyszín: Billboard Live Tokyo
Rissiki II (立式II; Szakasz II)
2010. november 22. fellépők: Szótaiszeiriron helyszín: Kiotói Kaikan (1. nagyterem)
Rissiki III (立式III; Szakasz III)
2011. május 21. fellépők: Szótaiszeiriron helyszín: Nakano Sunplaza
Kaiszeki III (解析III, ’Analízis III’)
2011. június 5. fellépők: Arto Lindsay / Szótaiszeiriron (vendég Ojamada Keigo) helyszín: Sinkiba Studio Coast
Iszó I (位相I, ’Fázis I’)
2012. június 9. fellépők: Szótaiszeiriron helyszín: Zepp Tokyo
Iszó II (位相II, ’Fázis II’)
2012. november 5. fellépők: Thurston Moore (Sonic Youth) / Szótaiszeiriron helyszín: Zepp Tokyo
Iszó III (位相III, ’Fázis III’)
2012. december 29. fellépők: Szótaiszeiriron helyszín: Zepp Fukuoka
Kika I (幾何I, ’Geometria I’)
2013. október 25. fellépők: Szótaiszeiriron helyszín: Zepp Tokyo
Kika II (幾何II, ’Geometria II’)
2013. december 20. fellépők: Szótaiszeiriron helyszín: Zepp Namba
Kika III (幾何III, ’Geometria II’)
2014. április 5. fellépők: Szótaiszeiriron helyszín: Zepp Sapporo
„Kika” tokusu kóen: Saeikika (『幾何』特殊公演「射影幾何」, ’„Geometria” különleges előadás: Vetítési geometria’)
2014. május 22. fellépők: Szótaiszeiriron helyszín: Sibuja AX
Kaiszecu I (回折I, ’Fényelhajlás I’)
2014. szeptember 5.　fellépők: Szótaiszeiriron helyszín: Tokyo Dome City Hall
Kaiszecu II (回折II, ’Fényelhajlás II’)
2015. január 24.　fellépők: Szótaiszeiriron helyszín: Zepp Nagoya
Kaiszecu III (回折III, ’Fényelhajlás III’)
2015. március 22.　fellépők: Szótaiszeiriron × Jeff Mills helyszín: Tokyo Dome City Hall
Hacsikakukei (八角形, ’Nyolcszög’)
2016. július 22.　fellépők: Szótaiszeiriron helyszín: Nippon Budókan
Sómei I (証明I, ’Minősítés I’)
2016. november 29.　fellépők: Szótaiszeiriron × Omar Souleyman helyszín: Sinkiba Studio Coast
Sómei II (証明II, ’Minősítés II’)
2017. május 6.　fellépők: Szótaiszeiriron helyszín: Zepp Osaka Bayside
Sómei III (証明III, ’Minősítés III’)
2017. június 17.　fellépők: Szótaiszeiriron helyszín: Nakano Sunplaza

### Egyéb fellépések
2008
- május 4. – Nona Reeves-koncert a Sibuja Quattróban[23]
- június 21. – Aburadako- és An Honoka-koncert[24]
- szeptember 7. – Bakuto Osaka fesztivál[25]
- szeptember 24. – Hikashu-koncert[26]
- október 8. – Naszuno Micuru-, Haino Keidzsi-, Isibasi Eiko- és optrum-koncert
- október 19. – Nest Festival ’08 fesztivál[27]
- november 1. – group inou-koncert[28]

2009
- január 11. – Fuck and the Town fesztivál, a Watts Towers és az Uricsipan-gun társaságában
- március 16. – Demaking nyilvános koncert és beszélgetés az Oshiripenpenz és az Akai givaku társaságában[29]
- március 18. – moonriders-koncert[30]
- április 8. – Tominaga Maszanori Shirley no kósoku dzsinszei to tenraku dzsinszei című filmjének bemutatója, Maika, a Combo Piano, Nanao Tavito és Szotojama Akira társaságában[31]
- augusztus 9. – World Happiness 2009 fesztivál[32]
- szeptember 4. – Otomo Josihide+Szótaiszeiriron-koncert[33]
- szeptember 11. – Ukawanimation! presents Ebis Residents és Kucsiroro-koncert[34]
- szeptember 19. – a Taico Club Kawasaki koncertterem által rendezett fellépés. Mabe Súicsi basszusgitáros betegség miatt nem vett rajta részt, Sibuja Keiicsiró billentyűsként egészítette ki az együttest[35]

2010
- január 10. – Max Tundra-koncert
- augusztus 14. – Rising Sun Rock Festival 2010 in Ezo fesztivál

2012
- július 1. – „Dum-Dum Party ’2012: Nacu no kógonhi” elnevezésű koncertrendezvény, a Vaselines társaságában. Ojamada Keigo vendégzenészként szerepelt a Szótaiszeiriron fellépésén[36]
- október 8. – Penguin Cafe-különleges rendezvény[37]
- november 12. – Cukiszekai rjokó×Szótaiszeiriron-koncert

2013
- július 28. – Fuji Rock Festival ’13 fesztivál
- szeptember 30. – My Bloody Valentine-koncert

2015
- február 5. – Juana Molina-koncert[38]

2017
- augusztus 20. – exPoP!!!!! Vol. 100 koncertrendezvény
- október 7. – vendég a Penguin Cafe koncertjén

## Diszkográfia

### Albumok
|       | Megjelenés                                                                                                | Cím                     | Katalkógusszám                                                                        | Oricon                            |
| ----- | --- | ----------------------- | ------------------------------------------------------------------------------------- | --------------------------------- |
| 1     | 2007. június 15. (CD-R demófelvétel) 2008. május 8. (országos terjesztés) 2011. november 30. (újrakiadás) | Chiffon sugi            | XQEH–1002 (országos terjesztés) XNMR–11111 (újrakiadás)                               | 42. hely, 78 hét                  |
| 2     | 2009. január 7.                                                                                           | Hi-fi sinso             | MRIR–1233                                                                             | 7. hely, 57 hét                   |
| 3     | 2010. április 7.                                                                                          | Synchroniciteen         | XNMR–12345                                                                            | 3. hely, 19 hét                   |
| remix | 2011. április 27. 2011. május 21. (hanglemez)                                                             | Tadasii Szótaiszeiriron | RZCM–46842                                                                            | 8. hely, 6 hét                    |
| 4     | 2013. július 24. 2014. július 30. (hanglemez)                                                             | Town Age ν Town Age     | XNMR–68114 XNMR–99991 (hanglemez)                                                     | 10. hely, 10 hét 216. hely, 1 hét |
| 5     | 2016. április 27.                                                                                         | Tenszei Jingle          | XNMR–66600 (CD) XNMR–66601 (hanglemez) XNMR–66602 (kazetta) XNMR–66603 (Blu-ray disc) | 13. hely, 13 hét                  |

### Kislemezek
|   | Megjelenés           | Cím                                           | Katalógusszám | Oricon          |
| - | -------------------- | --------------------------------------------- | ------------- | --------------- |
| 1 | 2010. január 6.      | Our Work Szótaiszeiriron+Sibuja Keiicsiró     | RZCM-46435    | 35. hely, 8 hét |
| 2 | 2010. szeptember 29. | Ranbó to taiki Szótaiszeiriron to Ótani Josio | ZMCJ–5654     | 24. hely, 5 hét |

### Split lemezek
- Dum-Dum/QKMAC (2012. július 1-jén, a „Dum-Dum Party ’2012: Nacu no kógonhi” elnevezésű koncertrendezvényen árusították)
  - The Vaselines／Szótaiszeiriron

### Koncerteken árusított kislemezek
- You & Idol/Kizzu No Return (2013. október 25.)
  - Szótaiszeiriron
    - A Town Age albumon is megtalálható a dal, azonban más hangszerelésben
- Spectrum (2015. március 22.)
  - A Szótaiszeiriron az Ultra Soda című dalt vette fel a kiadványra

### Közreműködések
| Megjelenés       | Album                             | Katalógusszám | Dal              |
| ---------------- | --------------------------------- | ------------- | ---------------- |
| 2010. június 16. | DJ Jacui Icsiró: Atarashii Yatsu! | VICL–63635    | 27. Love zukkjun |

### Videóklipek
| Rendező            | Dal                                             |
| Ószaka Josiró      | Sky Riders (Szótaiszeiriron+Sibuja Keiicsiró)   |
| Tominaga Maszanori | Ranbó to taiki (Szótaiszeiriron to Ótani Josio) |
| Tominaga Maszanori | Q/P                                             |
| Tominaga Maszanori | Dzsigoku szenszei                               |
| Mirai Productions  | Love zukkjun                                    |
| Mirai Productions  | Miss Parallel World                             |
| Mirai Productions  | You & Idol                                      |
| Jamagucsi Takasi   | Kerberos                                        |
| Kuroszava Kijosi   | Flashback                                       |

## Fordítás
- Ez a szócikk részben vagy egészben a 相対性理論 (バンド) című japán Wikipédia-szócikk ezen változatának fordításán alapul.  Az eredeti cikk szerkesztőit annak laptörténete sorolja fel. Ez a jelzés csupán a megfogalmazás eredetét és a szerzői jogokat jelzi, nem szolgál a cikkben szereplő információk forrásmegjelöléseként.